# Episcada striposis
Episcada striposis är en fjärilsart som beskrevs av Richard Haensch 1909. Episcada striposis ingår i släktet Episcada och familjen praktfjärilar. Inga underarter finns listade i Catalogue of Life.